# Trichocerca rectangularis
Trichocerca rectangularis är en hjuldjursart som beskrevs av Evens 1947. Trichocerca rectangularis ingår i släktet Trichocerca och familjen Trichocercidae. Inga underarter finns listade i Catalogue of Life.